# Enric Mas
Enric Mas Nicolau (* 7. Januar 1995 in Artà) ist ein spanischer Radrennfahrer.

## Werdegang
Zu Jugendzeiten spielte Enric Mas zunächst Basketball. Nachdem er mit dem Radsport begonnen hatte, wurde er von seinem Cousin Antonio Colom, der selbst bis 2009 professioneller Radrennfahrer war, unterstützt. Im Jahr 2012 wurde er spanischer Zeitfahrmeister der Junioren, später startete er für das Jugendteam von Alberto Contador.
Mas wechselte von dort 2016 zum tschechischen UCI Continental Team Klein Constantia, dem Farmteam des in der UCI WorldTeams Quick-Step. Dort gewann er mit der Volta ao Alentejo und der Tour de Savoie Mont-Blanc seine ersten Etappenrennen. Bei der Volta ao Alentejo gelang ihm zudem ein Sieg auf der zweiten Etappe.
Zur Saison 2017 erhielt Enric Mas einen Vertrag bei der Quick-Step Floors Mannschaft. Bei der Burgos-Rundfahrt 2017 beendete er die beiden Hochgebirgsetappen jeweils unter den besten Drei, belegte im Endklassement den zweiten Gesamtrang und gewann die Nachwuchswertung der Rundfahrt. Anschließend bestritt er mit der Vuelta a España 2017 seine erste Grand Tour, die er auf dem 71. Gesamtrang beendete. Auf der 6. Etappe schaffte er den Sprung in die Ausreißergruppe und belegte im Zielsprint hinter Tomasz Marczyński und Paweł Poljański den dritten Etappenrang.

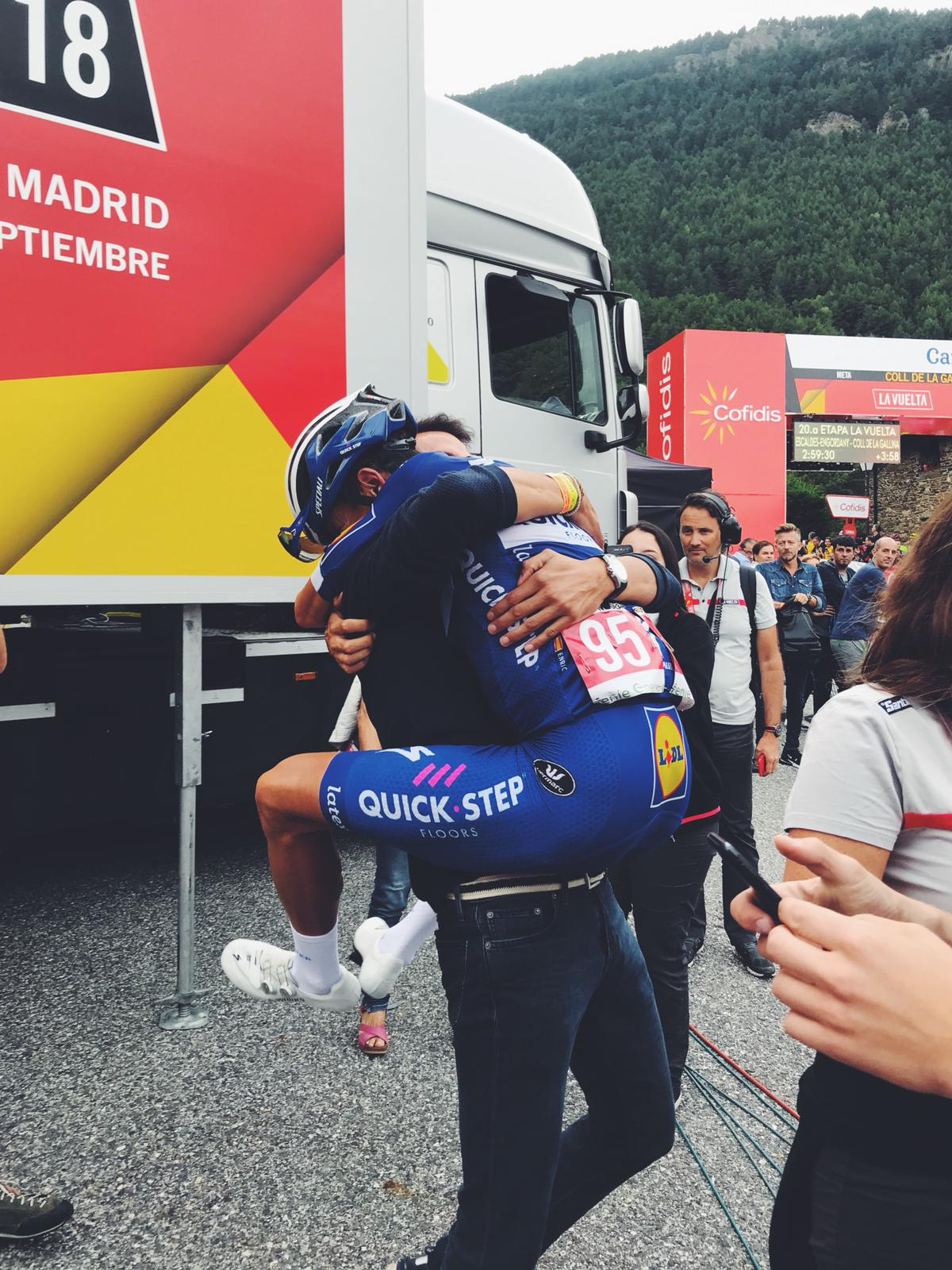
Enric Mas gewinnt die vorletzte Etappe der Vuelta a España 2018

Im Jahr 2018 erreichte Enric Mas auf der Schlussetappe der Baskenland-Rundfahrt seinen ersten Sieg in der UCI WorldTour. Er gewann zudem als Gesamtsechster die Nachwuchswertung der Rundfahrt. Bei der Tour de Suisse 2018 siegte er erneut in der Nachwuchswertung und beendete die Rundfahrt auf dem vierten Gesamtrang. Bei der Vuelta a España 2018 konnte er in der dritten Rennwoche überraschend bis auf das Podium fahren, als er die anspruchsvolle 20. Etappe gewann, die über mehrere Pässe durch Andorra führte und mit einer Bergankunft auf dem Collada de la Gallina endete. Einen Tag später beendete er seine zweite Grand Tour auf dem zweiten Gesamtrang, wobei ihm eine Minute und 46 Sekunden auf den Sieger Simon Yates fehlten.
Im Frühjahr der Saison 2019 zeigte Enric Mas erneut mit seinen Fähigkeiten bei den Rundfahrten auf und wurde erstmals für die Tour de France nominiert. Im Einzelzeitfahren der 13. Etappe übernahm er das Weiße Trikot des Führenden in der Nachwuchswertung, ehe er sich in die Dienste seines Teamkollegen Julian Alaphilippe stellte, der die Rundfahrt zu diesem Zeitpunkt anführte. Auf den nachfolgenden Etappen rutschte Enric Mas auf den 22. Gesamtrang ab und wurde  schlussendlich hinter dem späteren Gesamtsieger Egan Bernal und dem Franzosen David Gaudu Dritter der Nachwuchswertung. Sein letztes Rennen für die Quick-Step-Mannschaft bestritt er bei der Tour of Guangxi, bei der er die einzige Bergankunft gewann und so den Grundstein für seinen ersten Gesamtsieg bei einem Etappenrennen der UCI WorldTour legte.
Zur Saison 2020 erhielt Enric Mas einen Dreijahresvertrag bei Movistar, wo er die Rolle des Kapitäns bei den Grand Tours einnahm. In der Tour de France 2020 und der Vuelta a España 2020 wurde er jeweils Gesamtfünfter, wobei er sich die Nachwuchswertung der Spanien-Rundfahrt sicherte. In der Folgesaison gewann er eine Etappe der Valencia-Rundfahrt und belegte den sechsten Platz bei der Tour de France 2021. Bei der Vuelta a España stand er wenig später erneut als Zweiter auf dem Podest, wobei ihm fast fünf Minuten auf den Gesamtsieger Primož Roglič fehlten.

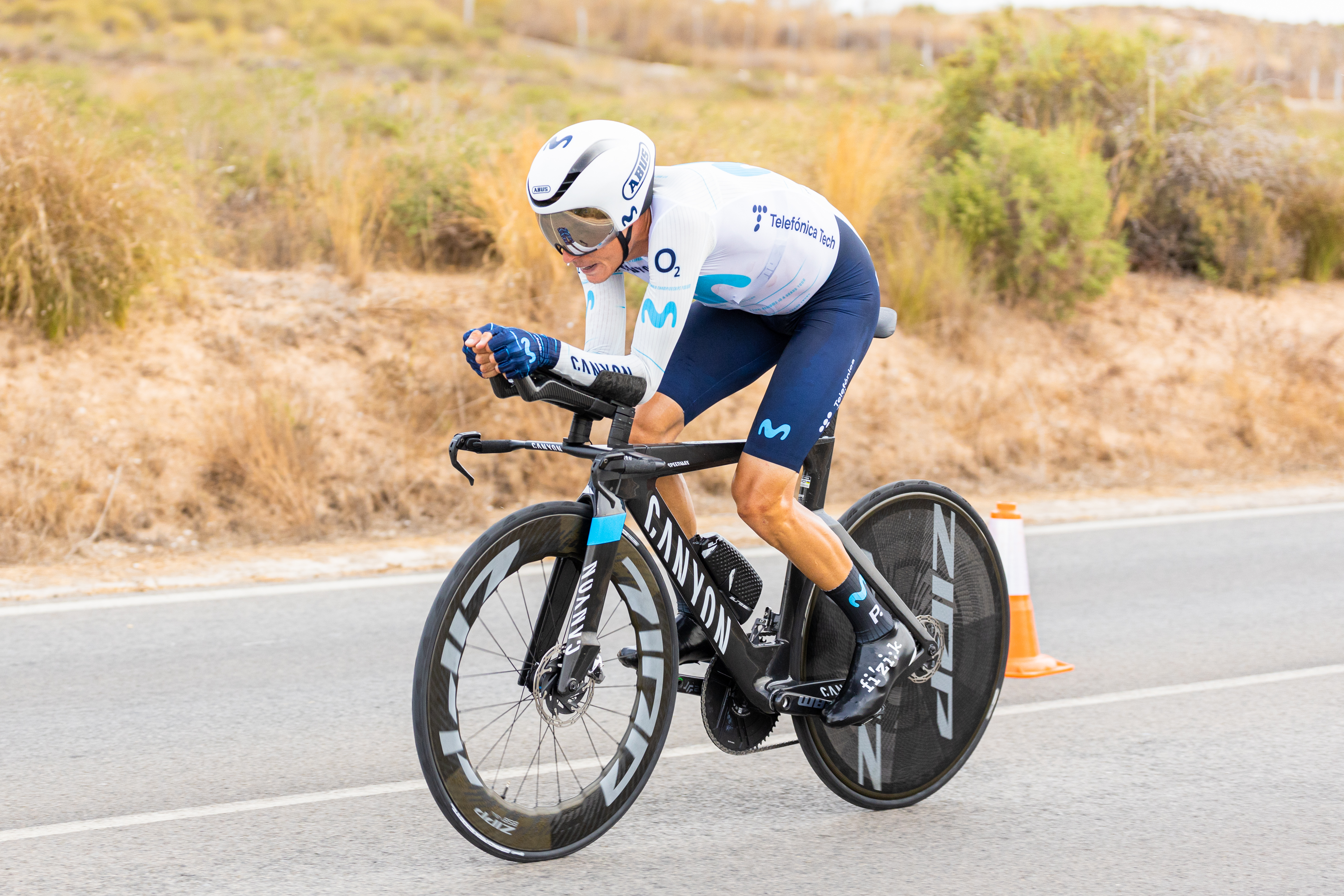
Enric Mas im Einzelzeitfahren der Vuelta a España 2022

 Bei der Tour de France 2022 schied Mas aufgrund einer Coronaerkrankung nach der 18. Etappe auf Platz 11 der Gesamtwertung liegend aus. Zuvor hatte er insbesondere auf den Abfahrten viel Zeit verloren, da er bei Rennen vor der Tour mehrmals gestürzt war und ihm deshalb bergab das nötige Selbstvertrauen fehlte. Bis zur Vuelta a España 2022 arbeitete er mit einem Psychologen und einem Experten für Abfahrten am Abbau der Ängste. Bei der Spanien-Rundfahrt erreichte er dann zum dritten Mal den zweiten Platz in der Gesamtwertung. Bei den anschließenden Herbstklassikern konnte er sich beim Giro dell’Emilia am letzten Anstieg von Tadej Pogačar absetzen und seinen ersten Sieg bei einem Eintagesrennen feiern. Bei der Lombardei-Rundfahrt verlor er den Schlusssprint gegen Pogačar und erreichte mit Platz zwei jedoch ein weiteres Topergebnis.
Nach einem soliden Frühjahr musste er die Tour de France 2023 bereits auf der 1. Etappe nach einem Sturz aufgeben. Nach seiner Genesung ging er ein weiteres Mal bei der Vuelta a España an den Start, die er als Gesamtsechster beendete. Im Jahr 2024 blieb Enric Mas zunächst hinter den Erwartungen zurück und belegte nur den 19. Gesamtrang bei der Tour de France. Bei der Spanien-Rundfahrt hingegen präsentierte er sich als einer der stärksten Fahrer und konnte den favorisierten Primož Roglič auf der 9. und 15. Etappe kurzzeitig abhängen. Als Dritter stand er schlussendlich hinter Primož Roglič und Ben O’Connor ein viertes Mal auf dem Podium der Vuelta a España.
Bei der Tour de France 2025 kam das Ende bei der 18. Etappe, als er wegen Knieschmerzen aufgeben musste. Bis dahin war er 106. der Gesamtwertung.

## Erfolge
2016
- Gesamtwertung und eine Etappe Volta ao Alentejo
- Gesamtwertung Tour de Savoie Mont-Blanc
- Punktewertung Giro della Valle d’Aosta

2017
- Nachwuchswertung Burgos-Rundfahrt

2018
- eine Etappe und Nachwuchswertung Baskenland-Rundfahrt
- Nachwuchswertung Tour de Suisse
- eine Etappe und  Nachwuchswertung Vuelta a España

2019
- Gesamtwertung, Nachwuchswertung und eine Etappe Tour of Guangxi

2020
- Nachwuchswertung Vuelta a España

2021
- eine Etappe Valencia-Rundfahrt

2022
- Giro dell’Emilia

## Grand-Tour-Platzierungen
| Grand Tour            | 2017 | 2018 | 2019 | 2020 | 2021 | 2022 | 2023 | 2024 | 2025 |
| --------------------- | ---- | ---- | ---- | ---- | ---- | ---- | ---- | ---- | ---- |
| Giro d’ItaliaGiro     | –    | –    | –    | –    | –    | –    | –    | –    | –    |
| Tour de FranceTour    | –    | –    | 22   | 5    | 6    | DNF  | DNF  | 19   | DNF  |
| Vuelta a EspañaVuelta | 71   | 2    | –    | 5    | 2    | 2    | 6    | 3    |      |